# Tour de Hongrie 2024
 (février 2025).
Le Tour de Hongrie 2024 est la 45e édition de cette course cycliste par étapes masculine. Il a lieu en Hongrie du 8 mai au 12 mai 2024. Il se déroule entre Karcag et Pécs sur un parcours de 854 km et fait partie du calendrier UCI ProSeries 2024, le deuxième niveau du cyclisme international, en catégorie 2.Pro.

## Présentation

### Parcours
Le Tour de Hongrie 2024 est tracé sur cinq étapes en ligne pour une distance totale de 854 kilomètres. Située à l'est du pays, la première étape est la seule étape plate. La deuxième étape épouse un relief plus vallonné. La troisième étape est l'étape reine de ce tour magyar avec une arrivée au sommet de Kékestető à Gyöngyös au bout d'une ascension de onze kilomètres dont les trois derniers présentent une pente moyenne de 8,2 % et un passage à 12 %. Ces deux étapes parcourent le nord de la Hongrie et le massif du Mátra. Les quatrième et cinquième étapes courues à l'ouest du pays sont des étapes de moyenne montagne.

### Équipes
Dix-huit équipes participent à ce Tour de Hongrie - 8 équipes UCI World Tour, 8 équipes UCI ProTeam et  2 équipes continentales :
| WorldTeams (8)- Astana Qazaqstan Team - Bahrain Victorious - Bora-Hansgrohe - Ineos Grenadiers - Lidl-Trek - Team dsm-firmenich PostNL - Team Jayco AlUla - UAE Team Emirates ProTeams (8)- Euskaltel-Euskadi - Lotto Dstny - Q36.5 Pro Cycling Team - TDT-Unibet - Corratec-Vini Fantini - Team Flanders-Baloise - Polti Kometa - Tudor Pro Cycling Team Équipes continentales (3)- Epronex-Hungary Cycling Team - Pierre Baguette Cycling - MBH Bank Colpack Ballan Équipe nationale- Hongrie |
| |

## Étapes
| Étape     | Date   | Villes étapes            | type                      | Distance (km) | Dénivelé (m) | Vainqueur d'étape | Leader du classement général |
| --------- | ------ | ------------------------ | ------------------------- | ------------- | ------------ | ----------------- | ---------------------------- |
| 1re étape | 8 mai  | Karcag – Hajdúszoboszló  | étape de plaine           | 166,1         | 340 m        | Sam Welsford      | Sam Welsford                 |
| 2e étape  | 9 mai  | Tokaj – Kazincbarcika    | étape vallonnée           | 162,1         | 1 023 m      | Mark Cavendish    | Martin Voltr                 |
| 3e étape  | 10 mai | Kazincbarcika – Gyöngyös | étape de montagne         | 182,7         | 2 716 m      | Thibau Nys        | Thibau Nys                   |
| 4e étape  | 11 mai | Budapest – Etyek         | étape de moyenne montagne | 165,5         | 1 451 m      | Thibau Nys        | Thibau Nys                   |
| 5e étape  | 12 mai | Siófok – Pécs            | étape de moyenne montagne | 173,2         | 2 341 m      | Wout Poels        | Thibau Nys                   |

## Déroulement de la course

### 1reétape
| \| Classement de l'étape \| Classement de l'étape \| Classement de l'étape \| Classement de l'étape \| Classement de l'étape \| \| Coureur \| Coureur \| Pays \| Équipe \| Temps \| \| --------------------- \| --------------------- \| --------------------- \| -------------------------- \| --------------------- \| \| 1er \| Sam Welsford \| Australie \| Bora-Hansgrohe \| 3 h 52 min 48 s \| \| 2e \| Samuel Quaranta \| Italie \| MBH Bank Colpack Ballan \| + 0 s \| \| 3e \| Jakub Mareczko \| Italie \| Team Corratec-Vini Fantini \| + 0 s \| \| 4e \| Nicklas Amdi Pedersen \| Danemark \| TDT-Unibet \| + 0 s \| \| 5e \| Manuel Peñalver \| Espagne \| Team Polti Kometa \| + 0 s \| \| 6e \| Mark Cavendish \| Royaume-Uni \| Astana Qazaqstan Team \| + 0 s \| \| 7e \| Jon Aberasturi \| Espagne \| Euskaltel-Euskadi \| + 0 s \| \| 8e \| Andrej Líška \| Slovaquie \| Pierre Baguette Cycling \| + 0 s \| \| 9e \| Jarne Van de Paar \| Belgique \| Lotto Dstny \| + 0 s \| \| 10e \| Tomáš Kalojíros \| Tchéquie \| Pierre Baguette Cycling \| + 0 s \| |                       |             |                            |                 |
| |                       |             |                            |                 |
| Source : ProCyclingStats |                       |             |                            |                 |
| Classement de l'étape |                       |             |                            |                 |
| Coureur | Coureur               | Pays        | Équipe                     | Temps           |
| 1er | Sam Welsford          | Australie   | Bora-Hansgrohe             | 3 h 52 min 48 s |
| 2e | Samuel Quaranta       | Italie      | MBH Bank Colpack Ballan    | + 0 s           |
| 3e | Jakub Mareczko        | Italie      | Team Corratec-Vini Fantini | + 0 s           |
| 4e | Nicklas Amdi Pedersen | Danemark    | TDT-Unibet                 | + 0 s           |
| 5e | Manuel Peñalver       | Espagne     | Team Polti Kometa          | + 0 s           |
| 6e | Mark Cavendish        | Royaume-Uni | Astana Qazaqstan Team      | + 0 s           |
| 7e | Jon Aberasturi        | Espagne     | Euskaltel-Euskadi          | + 0 s           |
| 8e | Andrej Líška          | Slovaquie   | Pierre Baguette Cycling    | + 0 s           |
| 9e | Jarne Van de Paar     | Belgique    | Lotto Dstny                | + 0 s           |
| 10e | Tomáš Kalojíros       | Tchéquie    | Pierre Baguette Cycling    | + 0 s           |

| \| Classement général \| Classement général \| Classement général \| Classement général \| Classement général \| \| Coureur \| Coureur \| Pays \| Équipe \| Temps \| \| ------------------ \| --------------------- \| ------------------ \| ---------------------------- \| ------------------ \| \| 1er \| Sam Welsford \| Australie \| Bora-Hansgrohe \| 3 h 52 min 38 s \| \| 2e \| Martin Voltr \| Tchéquie \| Pierre Baguette Cycling \| + 3 s \| \| 3e \| Samuel Quaranta \| Italie \| MBH Bank Colpack Ballan \| + 4 s \| \| 4e \| Jakub Mareczko \| Italie \| Team Corratec-Vini Fantini \| + 6 s \| \| 5e \| Balázs Rózsa \| Hongrie \| Epronex-Hungary Cycling Team \| + 6 s \| \| 6e \| Viktor Filutás \| Hongrie \| Hongrie \| + 6 s \| \| 7e \| Marc Hirschi \| Suisse \| UAE Team Emirates \| + 8 s \| \| 8e \| Lander Loockx \| Belgique \| TDT-Unibet \| + 9 s \| \| 9e \| Nicklas Amdi Pedersen \| Danemark \| TDT-Unibet \| + 10 s \| \| 10e \| Manuel Peñalver \| Espagne \| Team Polti Kometa \| + 10 s \| |                       |           |                              |                 |
| |                       |           |                              |                 |
| Source : ProCyclingStats |                       |           |                              |                 |
| Classement général |                       |           |                              |                 |
| Coureur | Coureur               | Pays      | Équipe                       | Temps           |
| 1er | Sam Welsford          | Australie | Bora-Hansgrohe               | 3 h 52 min 38 s |
| 2e | Martin Voltr          | Tchéquie  | Pierre Baguette Cycling      | + 3 s           |
| 3e | Samuel Quaranta       | Italie    | MBH Bank Colpack Ballan      | + 4 s           |
| 4e | Jakub Mareczko        | Italie    | Team Corratec-Vini Fantini   | + 6 s           |
| 5e | Balázs Rózsa          | Hongrie   | Epronex-Hungary Cycling Team | + 6 s           |
| 6e | Viktor Filutás        | Hongrie   | Hongrie                      | + 6 s           |
| 7e | Marc Hirschi          | Suisse    | UAE Team Emirates            | + 8 s           |
| 8e | Lander Loockx         | Belgique  | TDT-Unibet                   | + 9 s           |
| 9e | Nicklas Amdi Pedersen | Danemark  | TDT-Unibet                   | + 10 s          |
| 10e | Manuel Peñalver       | Espagne   | Team Polti Kometa            | + 10 s          |

### 2eétape
| \| Classement de l'étape \| Classement de l'étape \| Classement de l'étape \| Classement de l'étape \| Classement de l'étape \| \| Coureur \| Coureur \| Pays \| Équipe \| Temps \| \| --------------------- \| --------------------- \| --------------------- \| ------------------------- \| --------------------- \| \| 1er \| Mark Cavendish \| Royaume-Uni \| Astana Qazaqstan Team \| 3 h 45 min 11 s \| \| 2e \| Dylan Groenewegen \| Pays-Bas \| Team Jayco AlUla \| + 0 s \| \| 3e \| Jon Aberasturi \| Espagne \| Euskaltel-Euskadi \| + 0 s \| \| 4e \| Mathias Vacek \| Tchéquie \| Lidl-Trek \| + 0 s \| \| 5e \| Matteo Moschetti \| Italie \| Q36.5 Pro Cycling Team \| + 0 s \| \| 6e \| Elia Viviani \| Italie \| Ineos Grenadiers \| + 0 s \| \| 7e \| Cameron Scott \| Australie \| Bahrain Victorious \| + 0 s \| \| 8e \| Manuel Peñalver \| Espagne \| Team Polti Kometa \| + 0 s \| \| 9e \| Álvaro Hodeg \| Colombie \| UAE Team Emirates \| + 0 s \| \| 10e \| Emīls Liepiņš \| Lettonie \| Team dsm-firmenich PostNL \| + 0 s \| |                   |             |                           |                 |
| |                   |             |                           |                 |
| Source : ProCyclingStats |                   |             |                           |                 |
| Classement de l'étape |                   |             |                           |                 |
| Coureur | Coureur           | Pays        | Équipe                    | Temps           |
| 1er | Mark Cavendish    | Royaume-Uni | Astana Qazaqstan Team     | 3 h 45 min 11 s |
| 2e | Dylan Groenewegen | Pays-Bas    | Team Jayco AlUla          | + 0 s           |
| 3e | Jon Aberasturi    | Espagne     | Euskaltel-Euskadi         | + 0 s           |
| 4e | Mathias Vacek     | Tchéquie    | Lidl-Trek                 | + 0 s           |
| 5e | Matteo Moschetti  | Italie      | Q36.5 Pro Cycling Team    | + 0 s           |
| 6e | Elia Viviani      | Italie      | Ineos Grenadiers          | + 0 s           |
| 7e | Cameron Scott     | Australie   | Bahrain Victorious        | + 0 s           |
| 8e | Manuel Peñalver   | Espagne     | Team Polti Kometa         | + 0 s           |
| 9e | Álvaro Hodeg      | Colombie    | UAE Team Emirates         | + 0 s           |
| 10e | Emīls Liepiņš     | Lettonie    | Team dsm-firmenich PostNL | + 0 s           |

| \| Classement général \| Classement général \| Classement général \| Classement général \| Classement général \| \| Coureur \| Coureur \| Pays \| Équipe \| Temps \| \| ------------------ \| ------------------ \| ------------------ \| ---------------------------- \| ------------------ \| \| 1er \| Martin Voltr \| Tchéquie \| Pierre Baguette Cycling \| 7 h 37 min 44 s \| \| 2e \| Mark Cavendish \| Royaume-Uni \| Astana Qazaqstan Team \| + 5 s \| \| 3e \| Sam Welsford \| Australie \| Bora-Hansgrohe \| + 5 s \| \| 4e \| Zsolt Istlstekker \| Hongrie \| Epronex-Hungary Cycling Team \| + 10 s \| \| 5e \| Jon Aberasturi \| Espagne \| Euskaltel-Euskadi \| + 11 s \| \| 6e \| Jakub Mareczko \| Italie \| Team Corratec-Vini Fantini \| + 11 s \| \| 7e \| Balázs Rózsa \| Hongrie \| Epronex-Hungary Cycling Team \| + 11 s \| \| 8e \| Viktor Filutás \| Hongrie \| Hongrie \| + 11 s \| \| 9e \| Siebe Deweirdt \| Belgique \| Team Flanders-Baloise \| + 12 s \| \| 10e \| Marc Hirschi \| Suisse \| UAE Team Emirates \| + 13 s \| |                   |             |                              |                 |
| |                   |             |                              |                 |
| Source : ProCyclingStats |                   |             |                              |                 |
| Classement général |                   |             |                              |                 |
| Coureur | Coureur           | Pays        | Équipe                       | Temps           |
| 1er | Martin Voltr      | Tchéquie    | Pierre Baguette Cycling      | 7 h 37 min 44 s |
| 2e | Mark Cavendish    | Royaume-Uni | Astana Qazaqstan Team        | + 5 s           |
| 3e | Sam Welsford      | Australie   | Bora-Hansgrohe               | + 5 s           |
| 4e | Zsolt Istlstekker | Hongrie     | Epronex-Hungary Cycling Team | + 10 s          |
| 5e | Jon Aberasturi    | Espagne     | Euskaltel-Euskadi            | + 11 s          |
| 6e | Jakub Mareczko    | Italie      | Team Corratec-Vini Fantini   | + 11 s          |
| 7e | Balázs Rózsa      | Hongrie     | Epronex-Hungary Cycling Team | + 11 s          |
| 8e | Viktor Filutás    | Hongrie     | Hongrie                      | + 11 s          |
| 9e | Siebe Deweirdt    | Belgique    | Team Flanders-Baloise        | + 12 s          |
| 10e | Marc Hirschi      | Suisse      | UAE Team Emirates            | + 13 s          |

### 3eétape
| \| Classement de l'étape \| Classement de l'étape \| Classement de l'étape \| Classement de l'étape \| Classement de l'étape \| \| Coureur \| Coureur \| Pays \| Équipe \| Temps \| \| --------------------- \| ---------------------------- \| --------------------- \| ---------------------- \| --------------------- \| \| 1er \| Thibau Nys \| Belgique \| Lidl-Trek \| 4 h 31 min 52 s \| \| 2e \| Diego Ulissi \| Italie \| UAE Team Emirates \| + 0 s \| \| 3e \| Emanuel Buchmann \| Allemagne \| Bora-Hansgrohe \| + 0 s \| \| 4e \| Yannis Voisard \| Suisse \| Tudor Pro Cycling Team \| + 4 s \| \| 5e \| Wout Poels \| Pays-Bas \| Bahrain Victorious \| + 9 s \| \| 6e \| Harm Vanhoucke \| Belgique \| Lotto Dstny \| + 11 s \| \| 7e \| Callum Scotson \| Australie \| Team Jayco AlUla \| + 11 s \| \| 8e \| Óscar Rodríguez Garaicoechea \| Espagne \| Ineos Grenadiers \| + 17 s \| \| 9e \| Marc Hirschi \| Suisse \| UAE Team Emirates \| + 19 s \| \| 10e \| Damien Howson \| Australie \| Q36.5 Pro Cycling Team \| + 26 s \| |                              |           |                        |                 |
| |                              |           |                        |                 |
| Source : ProCyclingStats |                              |           |                        |                 |
| Classement de l'étape |                              |           |                        |                 |
| Coureur | Coureur                      | Pays      | Équipe                 | Temps           |
| 1er | Thibau Nys                   | Belgique  | Lidl-Trek              | 4 h 31 min 52 s |
| 2e | Diego Ulissi                 | Italie    | UAE Team Emirates      | + 0 s           |
| 3e | Emanuel Buchmann             | Allemagne | Bora-Hansgrohe         | + 0 s           |
| 4e | Yannis Voisard               | Suisse    | Tudor Pro Cycling Team | + 4 s           |
| 5e | Wout Poels                   | Pays-Bas  | Bahrain Victorious     | + 9 s           |
| 6e | Harm Vanhoucke               | Belgique  | Lotto Dstny            | + 11 s          |
| 7e | Callum Scotson               | Australie | Team Jayco AlUla       | + 11 s          |
| 8e | Óscar Rodríguez Garaicoechea | Espagne   | Ineos Grenadiers       | + 17 s          |
| 9e | Marc Hirschi                 | Suisse    | UAE Team Emirates      | + 19 s          |
| 10e | Damien Howson                | Australie | Q36.5 Pro Cycling Team | + 26 s          |

| \| Classement général \| Classement général \| Classement général \| Classement général \| Classement général \| \| Coureur \| Coureur \| Pays \| Équipe \| Temps \| \| ------------------ \| ---------------------------- \| ------------------ \| ---------------------- \| ------------------ \| \| 1er \| Thibau Nys \| Belgique \| Lidl-Trek \| 12 h 09 min 41 s \| \| 2e \| Diego Ulissi \| Italie \| UAE Team Emirates \| + 4 s \| \| 3e \| Emanuel Buchmann \| Allemagne \| Bora-Hansgrohe \| + 6 s \| \| 4e \| Yannis Voisard \| Suisse \| Tudor Pro Cycling Team \| + 14 s \| \| 5e \| Wout Poels \| Pays-Bas \| Bahrain Victorious \| + 18 s \| \| 6e \| Harm Vanhoucke \| Belgique \| Lotto Dstny \| + 21 s \| \| 7e \| Callum Scotson \| Australie \| Team Jayco AlUla \| + 21 s \| \| 8e \| Marc Hirschi \| Suisse \| UAE Team Emirates \| + 27 s \| \| 9e \| Óscar Rodríguez Garaicoechea \| Espagne \| Ineos Grenadiers \| + 27 s \| \| 10e \| Damien Howson \| Australie \| Q36.5 Pro Cycling Team \| + 36 s \| |                              |           |                        |                  |
| |                              |           |                        |                  |
| Source : ProCyclingStats |                              |           |                        |                  |
| Classement général |                              |           |                        |                  |
| Coureur | Coureur                      | Pays      | Équipe                 | Temps            |
| 1er | Thibau Nys                   | Belgique  | Lidl-Trek              | 12 h 09 min 41 s |
| 2e | Diego Ulissi                 | Italie    | UAE Team Emirates      | + 4 s            |
| 3e | Emanuel Buchmann             | Allemagne | Bora-Hansgrohe         | + 6 s            |
| 4e | Yannis Voisard               | Suisse    | Tudor Pro Cycling Team | + 14 s           |
| 5e | Wout Poels                   | Pays-Bas  | Bahrain Victorious     | + 18 s           |
| 6e | Harm Vanhoucke               | Belgique  | Lotto Dstny            | + 21 s           |
| 7e | Callum Scotson               | Australie | Team Jayco AlUla       | + 21 s           |
| 8e | Marc Hirschi                 | Suisse    | UAE Team Emirates      | + 27 s           |
| 9e | Óscar Rodríguez Garaicoechea | Espagne   | Ineos Grenadiers       | + 27 s           |
| 10e | Damien Howson                | Australie | Q36.5 Pro Cycling Team | + 36 s           |

### 4eétape
| \| Classement de l'étape \| Classement de l'étape \| Classement de l'étape \| Classement de l'étape \| Classement de l'étape \| \| Coureur \| Coureur \| Pays \| Équipe \| Temps \| \| --------------------- \| --------------------- \| --------------------- \| ------------------------- \| --------------------- \| \| 1er \| Thibau Nys \| Belgique \| Lidl-Trek \| 3 h 33 min 02 s \| \| 2e \| Marc Hirschi \| Suisse \| UAE Team Emirates \| + 0 s \| \| 3e \| Yannis Voisard \| Suisse \| Tudor Pro Cycling Team \| + 0 s \| \| 4e \| Lander Loockx \| Belgique \| TDT-Unibet \| + 0 s \| \| 5e \| Harm Vanhoucke \| Belgique \| Lotto Dstny \| + 0 s \| \| 6e \| Javier Serrano \| Espagne \| Team Polti Kometa \| + 0 s \| \| 7e \| Frank van den Broek \| Pays-Bas \| Team dsm-firmenich PostNL \| + 0 s \| \| 8e \| Diego Ulissi \| Italie \| UAE Team Emirates \| + 0 s \| \| 9e \| Emanuel Buchmann \| Allemagne \| Bora-Hansgrohe \| + 0 s \| \| 10e \| Elias Maris \| Belgique \| Team Flanders-Baloise \| + 0 s \| |                     |           |                           |                 |
| |                     |           |                           |                 |
| Source : ProCyclingStats |                     |           |                           |                 |
| Classement de l'étape |                     |           |                           |                 |
| Coureur | Coureur             | Pays      | Équipe                    | Temps           |
| 1er | Thibau Nys          | Belgique  | Lidl-Trek                 | 3 h 33 min 02 s |
| 2e | Marc Hirschi        | Suisse    | UAE Team Emirates         | + 0 s           |
| 3e | Yannis Voisard      | Suisse    | Tudor Pro Cycling Team    | + 0 s           |
| 4e | Lander Loockx       | Belgique  | TDT-Unibet                | + 0 s           |
| 5e | Harm Vanhoucke      | Belgique  | Lotto Dstny               | + 0 s           |
| 6e | Javier Serrano      | Espagne   | Team Polti Kometa         | + 0 s           |
| 7e | Frank van den Broek | Pays-Bas  | Team dsm-firmenich PostNL | + 0 s           |
| 8e | Diego Ulissi        | Italie    | UAE Team Emirates         | + 0 s           |
| 9e | Emanuel Buchmann    | Allemagne | Bora-Hansgrohe            | + 0 s           |
| 10e | Elias Maris         | Belgique  | Team Flanders-Baloise     | + 0 s           |

| \| Classement général \| Classement général \| Classement général \| Classement général \| Classement général \| \| Coureur \| Coureur \| Pays \| Équipe \| Temps \| \| ------------------ \| ---------------------------- \| ------------------ \| ---------------------- \| ------------------ \| \| 1er \| Thibau Nys \| Belgique \| Lidl-Trek \| 15 h 42 min 33 s \| \| 2e \| Diego Ulissi \| Italie \| UAE Team Emirates \| + 14 s \| \| 3e \| Emanuel Buchmann \| Allemagne \| Bora-Hansgrohe \| + 16 s \| \| 4e \| Yannis Voisard \| Suisse \| Tudor Pro Cycling Team \| + 20 s \| \| 5e \| Wout Poels \| Pays-Bas \| Bahrain Victorious \| + 28 s \| \| 6e \| Marc Hirschi \| Suisse \| UAE Team Emirates \| + 31 s \| \| 7e \| Harm Vanhoucke \| Belgique \| Lotto Dstny \| + 31 s \| \| 8e \| Callum Scotson \| Australie \| Team Jayco AlUla \| + 31 s \| \| 9e \| Óscar Rodríguez Garaicoechea \| Espagne \| Ineos Grenadiers \| + 37 s \| \| 10e \| Damien Howson \| Australie \| Q36.5 Pro Cycling Team \| + 46 s \| |                              |           |                        |                  |
| |                              |           |                        |                  |
| Source : ProCyclingStats |                              |           |                        |                  |
| Classement général |                              |           |                        |                  |
| Coureur | Coureur                      | Pays      | Équipe                 | Temps            |
| 1er | Thibau Nys                   | Belgique  | Lidl-Trek              | 15 h 42 min 33 s |
| 2e | Diego Ulissi                 | Italie    | UAE Team Emirates      | + 14 s           |
| 3e | Emanuel Buchmann             | Allemagne | Bora-Hansgrohe         | + 16 s           |
| 4e | Yannis Voisard               | Suisse    | Tudor Pro Cycling Team | + 20 s           |
| 5e | Wout Poels                   | Pays-Bas  | Bahrain Victorious     | + 28 s           |
| 6e | Marc Hirschi                 | Suisse    | UAE Team Emirates      | + 31 s           |
| 7e | Harm Vanhoucke               | Belgique  | Lotto Dstny            | + 31 s           |
| 8e | Callum Scotson               | Australie | Team Jayco AlUla       | + 31 s           |
| 9e | Óscar Rodríguez Garaicoechea | Espagne   | Ineos Grenadiers       | + 37 s           |
| 10e | Damien Howson                | Australie | Q36.5 Pro Cycling Team | + 46 s           |

### 5eétape
| \| Classement de l'étape \| Classement de l'étape \| Classement de l'étape \| Classement de l'étape \| Classement de l'étape \| \| Coureur \| Coureur \| Pays \| Équipe \| Temps \| \| --------------------- \| --------------------- \| --------------------- \| ------------------------- \| --------------------- \| \| 1er \| Wout Poels \| Pays-Bas \| Bahrain Victorious \| 3 h 53 min 27 s \| \| 2e \| Damien Howson \| Australie \| Q36.5 Pro Cycling Team \| + 0 s \| \| 3e \| Emanuel Buchmann \| Allemagne \| Bora-Hansgrohe \| + 0 s \| \| 4e \| Thibau Nys \| Belgique \| Lidl-Trek \| + 0 s \| \| 5e \| Frank van den Broek \| Pays-Bas \| Team dsm-firmenich PostNL \| + 5 s \| \| 6e \| Diego Ulissi \| Italie \| UAE Team Emirates \| + 5 s \| \| 7e \| Callum Scotson \| Australie \| Team Jayco AlUla \| + 5 s \| \| 8e \| Harm Vanhoucke \| Belgique \| Lotto Dstny \| + 5 s \| \| 9e \| Marc Hirschi \| Suisse \| UAE Team Emirates \| + 5 s \| \| 10e \| Lander Loockx \| Belgique \| TDT-Unibet \| + 21 s \| |                     |           |                           |                 |
| |                     |           |                           |                 |
| Source : ProCyclingStats |                     |           |                           |                 |
| Classement de l'étape |                     |           |                           |                 |
| Coureur | Coureur             | Pays      | Équipe                    | Temps           |
| 1er | Wout Poels          | Pays-Bas  | Bahrain Victorious        | 3 h 53 min 27 s |
| 2e | Damien Howson       | Australie | Q36.5 Pro Cycling Team    | + 0 s           |
| 3e | Emanuel Buchmann    | Allemagne | Bora-Hansgrohe            | + 0 s           |
| 4e | Thibau Nys          | Belgique  | Lidl-Trek                 | + 0 s           |
| 5e | Frank van den Broek | Pays-Bas  | Team dsm-firmenich PostNL | + 5 s           |
| 6e | Diego Ulissi        | Italie    | UAE Team Emirates         | + 5 s           |
| 7e | Callum Scotson      | Australie | Team Jayco AlUla          | + 5 s           |
| 8e | Harm Vanhoucke      | Belgique  | Lotto Dstny               | + 5 s           |
| 9e | Marc Hirschi        | Suisse    | UAE Team Emirates         | + 5 s           |
| 10e | Lander Loockx       | Belgique  | TDT-Unibet                | + 21 s          |

## Classements finals

### Classement général final
| \| Classement général \| Classement général \| Classement général \| Classement général \| Classement général \| \| Coureur \| Coureur \| Pays \| Équipe \| Temps \| \| ------------------ \| ---------------------------- \| ------------------ \| ---------------------- \| ------------------ \| \| 1er \| Thibau Nys \| Belgique \| Lidl-Trek \| 19 h 36 min 00 s \| \| 2e \| Emanuel Buchmann \| Allemagne \| Bora-Hansgrohe \| + 12 s \| \| 3e \| Wout Poels \| Pays-Bas \| Bahrain Victorious \| + 18 s \| \| 4e \| Diego Ulissi \| Italie \| UAE Team Emirates \| + 19 s \| \| 5e \| Marc Hirschi \| Suisse \| UAE Team Emirates \| + 36 s \| \| 6e \| Harm Vanhoucke \| Belgique \| Lotto Dstny \| + 36 s \| \| 7e \| Callum Scotson \| Australie \| Team Jayco AlUla \| + 36 s \| \| 8e \| Damien Howson \| Australie \| Q36.5 Pro Cycling Team \| + 40 s \| \| 9e \| Óscar Rodríguez Garaicoechea \| Espagne \| Ineos Grenadiers \| + 59 s \| \| 10e \| Yannis Voisard \| Suisse \| Tudor Pro Cycling Team \| + 1 min 02 s \| |                              |           |                        |                  |
| |                              |           |                        |                  |
| Source : ProCyclingStats |                              |           |                        |                  |
| Classement général |                              |           |                        |                  |
| Coureur | Coureur                      | Pays      | Équipe                 | Temps            |
| 1er | Thibau Nys                   | Belgique  | Lidl-Trek              | 19 h 36 min 00 s |
| 2e | Emanuel Buchmann             | Allemagne | Bora-Hansgrohe         | + 12 s           |
| 3e | Wout Poels                   | Pays-Bas  | Bahrain Victorious     | + 18 s           |
| 4e | Diego Ulissi                 | Italie    | UAE Team Emirates      | + 19 s           |
| 5e | Marc Hirschi                 | Suisse    | UAE Team Emirates      | + 36 s           |
| 6e | Harm Vanhoucke               | Belgique  | Lotto Dstny            | + 36 s           |
| 7e | Callum Scotson               | Australie | Team Jayco AlUla       | + 36 s           |
| 8e | Damien Howson                | Australie | Q36.5 Pro Cycling Team | + 40 s           |
| 9e | Óscar Rodríguez Garaicoechea | Espagne   | Ineos Grenadiers       | + 59 s           |
| 10e | Yannis Voisard               | Suisse    | Tudor Pro Cycling Team | + 1 min 02 s     |

### Classements annexes
| Classement par points | Classement par points | Classement par points | Classement par points   | Classement par points |
| Coureur               | Coureur               | Pays                  | Équipe                  | Points                |
| --------------------- | --------------------- | --------------------- | ----------------------- | --------------------- |
| 1er                   | Thibau Nys            | Belgique              | Lidl-Trek               | 38 pts                |
| 2e                    | Mark Cavendish        | Royaume-Uni           | Astana Qazaqstan Team   | 35 pts                |
| 3e                    | Martin Voltr          | Tchéquie              | Pierre Baguette Cycling | 24 pts                |
| 4e                    | Manuel Peñalver       | Espagne               | Team Polti Kometa       | 24 pts                |
| 5e                    | Wout Poels            | Pays-Bas              | Bahrain Victorious      | 22 pts                |
| 6e                    | Emanuel Buchmann      | Allemagne             | Bora-Hansgrohe          | 22 pts                |
| 7e                    | Diego Ulissi          | Italie                | UAE Team Emirates       | 20 pts                |
| 8e                    | Marc Hirschi          | Suisse                | UAE Team Emirates       | 19 pts                |
| 9e                    | Yannis Voisard        | Suisse                | Tudor Pro Cycling Team  | 18 pts                |
| 10e                   | Sam Welsford          | Australie             | Bora-Hansgrohe          | 15 pts                |

| Classement par points | Classement par points | Classement par points | Classement par points   | Classement par points |
| Coureur               | Coureur               | Pays                  | Équipe                  | Points                |
| --------------------- | --------------------- | --------------------- | ----------------------- | --------------------- |
| 1er                   | Thibau Nys            | Belgique              | Lidl-Trek               | 38 pts                |
| 2e                    | Mark Cavendish        | Royaume-Uni           | Astana Qazaqstan Team   | 35 pts                |
| 3e                    | Martin Voltr          | Tchéquie              | Pierre Baguette Cycling | 24 pts                |
| 4e                    | Manuel Peñalver       | Espagne               | Team Polti Kometa       | 24 pts                |
| 5e                    | Wout Poels            | Pays-Bas              | Bahrain Victorious      | 22 pts                |
| 6e                    | Emanuel Buchmann      | Allemagne             | Bora-Hansgrohe          | 22 pts                |
| 7e                    | Diego Ulissi          | Italie                | UAE Team Emirates       | 20 pts                |
| 8e                    | Marc Hirschi          | Suisse                | UAE Team Emirates       | 19 pts                |
| 9e                    | Yannis Voisard        | Suisse                | Tudor Pro Cycling Team  | 18 pts                |
| 10e                   | Sam Welsford          | Australie             | Bora-Hansgrohe          | 15 pts                |

| Classement de la montagne | Classement de la montagne | Classement de la montagne | Classement de la montagne | Classement de la montagne |
| Coureur                   | Coureur                   | Pays                      | Équipe                    | Points                    |
| ------------------------- | ------------------------- | ------------------------- | ------------------------- | ------------------------- |
| 1er                       | Siebe Deweirdt            | Belgique                  | Team Flanders-Baloise     | 21 pts                    |
| 2e                        | Vincent Van Hemelen       | Belgique                  | Team Flanders-Baloise     | 20 pts                    |
| 3e                        | Thibau Nys                | Belgique                  | Lidl-Trek                 | 17 pts                    |
| 4e                        | Wout Poels                | Pays-Bas                  | Bahrain Victorious        | 14 pts                    |
| 5e                        | Christian Bagatin         | Italie                    | MBH Bank Colpack Ballan   | 12 pts                    |
| 6e                        | Emanuel Buchmann          | Allemagne                 | Bora-Hansgrohe            | 12 pts                    |
| 7e                        | Diego Ulissi              | Italie                    | UAE Team Emirates         | 10 pts                    |
| 8e                        | Kelland O'Brien           | Australie                 | Team Jayco AlUla          | 8 pts                     |
| 9e                        | Diego Pablo Sevilla       | Espagne                   | Team Polti Kometa         | 6 pts                     |
| 10e                       | Damien Howson             | Australie                 | Q36.5 Pro Cycling Team    | 6 pts                     |

| Classement de la montagne | Classement de la montagne | Classement de la montagne | Classement de la montagne | Classement de la montagne |
| Coureur                   | Coureur                   | Pays                      | Équipe                    | Points                    |
| ------------------------- | ------------------------- | ------------------------- | ------------------------- | ------------------------- |
| 1er                       | Siebe Deweirdt            | Belgique                  | Team Flanders-Baloise     | 21 pts                    |
| 2e                        | Vincent Van Hemelen       | Belgique                  | Team Flanders-Baloise     | 20 pts                    |
| 3e                        | Thibau Nys                | Belgique                  | Lidl-Trek                 | 17 pts                    |
| 4e                        | Wout Poels                | Pays-Bas                  | Bahrain Victorious        | 14 pts                    |
| 5e                        | Christian Bagatin         | Italie                    | MBH Bank Colpack Ballan   | 12 pts                    |
| 6e                        | Emanuel Buchmann          | Allemagne                 | Bora-Hansgrohe            | 12 pts                    |
| 7e                        | Diego Ulissi              | Italie                    | UAE Team Emirates         | 10 pts                    |
| 8e                        | Kelland O'Brien           | Australie                 | Team Jayco AlUla          | 8 pts                     |
| 9e                        | Diego Pablo Sevilla       | Espagne                   | Team Polti Kometa         | 6 pts                     |
| 10e                       | Damien Howson             | Australie                 | Q36.5 Pro Cycling Team    | 6 pts                     |

#### Classement par équipes
| Classement par équipes | Classement par équipes | Classement par équipes | Classement par équipes |
| Équipe                 | Équipe                 | Pays                   | Temps                  |
| ---------------------- | ---------------------- | ---------------------- | ---------------------- |
| 1re                    | Q36.5 Pro Cycling Team | Suisse                 | 58 h 52 min 20 s       |
| 2e                     | UAE Team Emirates      | Émirats arabes unis    | + 11 s                 |
| 3e                     | Bora-Hansgrohe         | Allemagne              | + 49 s                 |
| 4e                     | Lidl-Trek              | États-Unis             | + 1 min 02 s           |
| 5e                     | Lotto Dstny            | Belgique               | + 1 min 42 s           |
| 6e                     | Euskaltel-Euskadi      | Espagne                | + 2 min 31 s           |
| 7e                     | Team Flanders-Baloise  | Belgique               | + 5 min 04 s           |
| 8e                     | TDT-Unibet             | Pays-Bas               | + 5 min 41 s           |
| 9e                     | Team Jayco AlUla       | Australie              | + 11 min 32 s          |
| 10e                    | Ineos Grenadiers       | Royaume-Uni            | + 12 min 32 s          |

## Évolution des classements
| Étape              | Vainqueur          | Classement général | Classement par points | Classement de la montagne | Classement du meilleur hongrois | Classement par équipes  |
| ------------------ | ------------------ | ------------------ | --------------------- | ------------------------- | ------------------------------- | ----------------------- |
| 1                  | Sam Welsford       | Sam Welsford       | Sam Welsford          | non-attribué              | Balázs Rózsa                    | Pierre Baguette Cycling |
| 2                  | Mark Cavendish     | Martin Voltr       | Martin Voltr          | Siebe Deweirdt            | Zsolt Istlstekker               | Pierre Baguette Cycling |
| 3                  | Thibau Nys         | Thibau Nys         | Martin Voltr          | Siebe Deweirdt            | Márton Dina                     | UAE Team Emirates       |
| 4                  | Thibau Nys         | Thibau Nys         | Thibau Nys            | Siebe Deweirdt            | Márton Dina                     | UAE Team Emirates       |
| 5                  | Wout Poels         | Thibau Nys         | Thibau Nys            | Siebe Deweirdt            | Márton Dina                     | Q36.5 Pro Cycling Team  |
| Classements finaux | Classements finaux | Thibau Nys         | Thibau Nys            | Siebe Deweirdt            | Márton Dina                     | Q36.5 Pro Cycling Team  |